# Schöpfwerk Mariaposching
Das Schöpfwerk Mariaposching war ein unter Denkmalschutz gestelltes Bauwerk für den Hochwasserschutz an der Donau in der Gemeinde Mariaposching.
Das Hochwasserschöpfwerk stand in Einzellage auf der Gemarkung von Mariaposching. Es wurde 1933 errichtet, um das Deichhinterland bei Hochwassern gegen Überflutung zu sichern. Die Abflüsse aus einem Teilbereich des Polders Sulzbach, aus dem Ortsbereich von Mariaposching und aus den landwirtschaftlichen Flächen nördlich und westlich des Orts laufen über namenlose Gräben zum Schöpfwerk und hier bei niedrigen und mittleren Wasserspiegeln der Donau weiter im Freispiegel über ein Siel in den Fluss. Bei Donauhochwasser dagegen wurde das Siel geschlossen und die Pumpen des Schöpfwerks fördern bis hin zu 1,8 m³/s des zufließenden Wassers über einen Druckschacht in die Donau. Der zulässige Binnenwasserspiegel liegt hier bei 312,08 m ü. NN.
In der Gemeinde Mariaposching gibt es noch die Schöpfwerke Sulzbach und Sommersdorf.

## Architektur und Geschichte
Das eingeschossige Massivgebäude hatte eine Grundfläche von etwa 40 Quadratmetern und ist auf dessen Binnenseite längs zum Deich ausgerichtet. An der Südostecke war ein quadratischer Turm ähnlich einer Trafoturmstation eingefügt, an dem eine dreiseilige Freileitung endet. Der Zugang zur Pumpenkammer erfolgte stirnseitig von Westen. Das Pyramidendach des Turms und das Walmdach des Pumpenhauses fielen vom First etwa in einem Winkel von 45 Grad ab, nach einem Knick laufen sie zur Traufe hin dann recht flach aus. Die Zulaufanlage nördlich des Hinterdeichweges stammte aus der Bauzeit der Anlage. An der nördlichen Längswand war eine Relieftafel mit der Darstellung eines Landwirts und einer Inschrift eingelassen. Das Schöpfwerk wurde am 13. Juli 2010 vom Bayerischen Landesamt für Denkmalpflege unter Denkmalschutz gestellt.  Auf dem Hinterdeichweg an der Nordseite des Gebäudes verlief der Donau-Radweg.

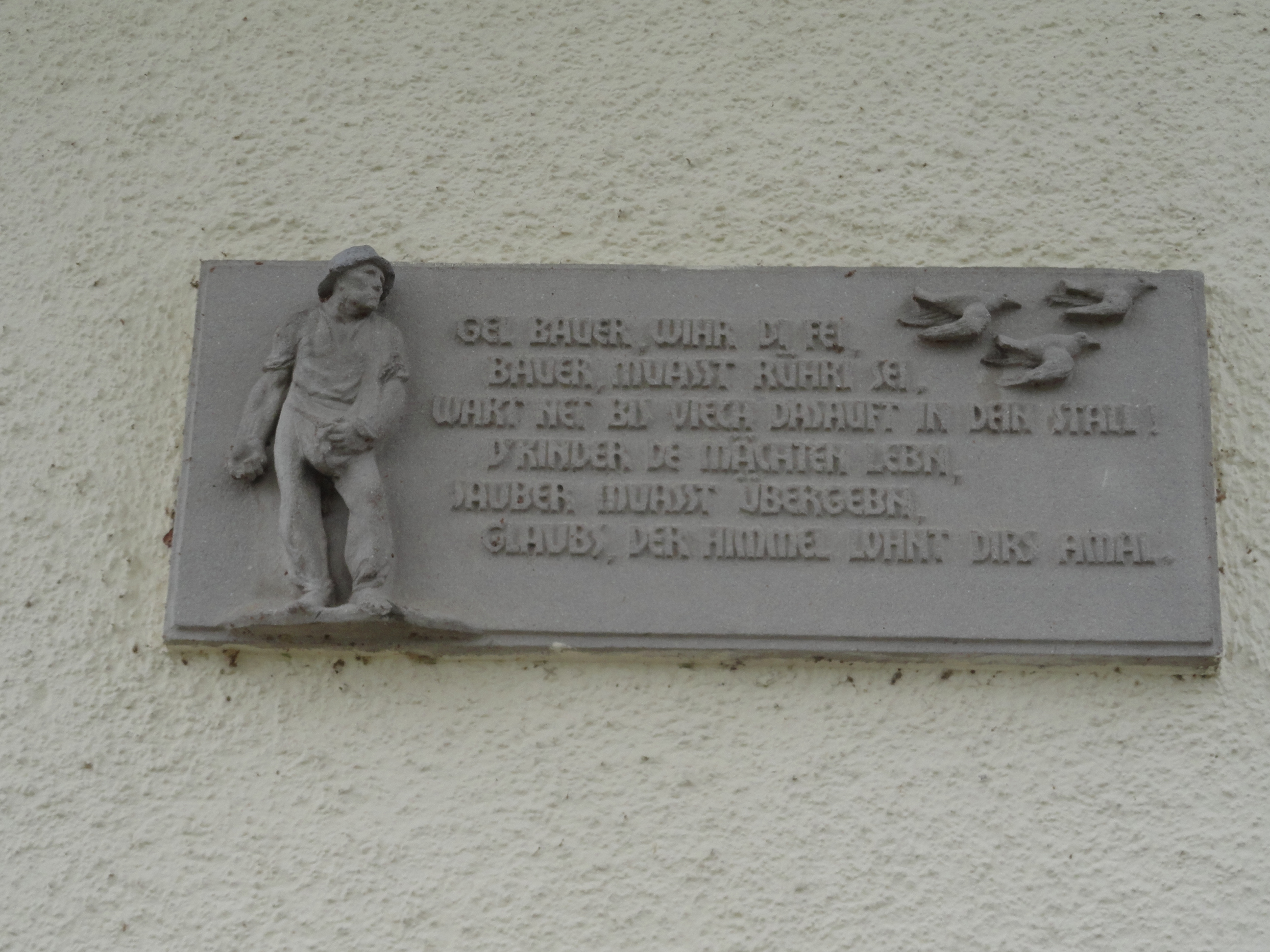
Relieftafel

## Abriss
Im Zusammenhang mit der Verbesserung des Hochwasserschutzes auf das Schutzziel HW100 ist ein Schöpfwerksneubau an einem weiter stromab liegenden Standort mit leicht reduzierter Pumpleistung entstanden.